# Fábio Emanuel Moreira Silva
Fábio, właśc. Fábio Emanuel Moreira Silva (ur. 5 kwietnia 1985 w Lizbonie) – portugalski piłkarz występujący na pozycji pomocnika. Posiada również obywatelstwo Wysp Zielonego Przylądka.

## Kariera piłkarska

### Kariera klubowa
W 2003 rozpoczął karierę piłkarską w Estrela Amadora. Kolejnymi klubami w których występował były Benfica B Lizbona, CD Tenerife, NK Drava Ptuj, Odivelas F. i SC Espinho. 29 września 2010 podpisał kontrakt z Metałurhiem Zaporoże, w którym występował do lata 2011.